# 江連忠のGRADE.GOLF
『江連忠のGRADE.GOLF』（えづれただしのグレード・ドット・ゴルフ）は、サンテレビとゴルフネットワークで放送されていたゴルフ番組である。サンテレビでは2006年4月1日から2008年9月25日まで放送。2007年4月以降の放送時間は毎週木曜 21:30 - 22:00 （日本標準時）。

## 概要
プロゴルファーの江連忠がコースマネージメントについて解説する「実践ラウンドレッスン」と、江連が上達のポイントや最新のゴルフ理論を紹介する「ベーシックレッスン」がこの番組の二本柱になっていた。江連の冠番組であるが、土曜21:30枠で放送されていた頃には番組タイトルに江連の名が無く、単に『GRADE.GOLF』として放送されていた。
サンテレビとゴルフネットワークでの放送終了後も、2008年10月5日（10月4日深夜）から同年12月28日（12月27日深夜）までTVQ九州放送で放送されていた。

## 出演者
- 江連忠
- 真弓明信 - サンテレビ野球解説者。生徒役でレギュラー出演。
- 酒井連子 - 進行役を担当。
- 田口真理 - 「ねぎら〜」のコーナーを担当。サンテレビ放送バージョンに出演。
- ゲストのプロゴルファー - 主に「チーム・江連」のプロゴルファー（江連の門下生）たちが月替わりで参戦していた。